# Liste des ministres de l'Environnement en Région wallonne
Voici la liste des ministres de l'Environnement en Région wallonne depuis la création de la fonction en 1982.

## Liste
| Titulaire          | Titulaire                  | Parti | Mandat                                                          | Gouvernement | Portefeuille ministériel                                                                                             | Législature |
| ------------------ | -------------------------- | ----- | --------------------------------------------------------------- | --- | --- | ----------- |
|                    | Valmy Féaux (1933-)        | PS    | 27 janvier 1982 – 11 décembre 1985 (3 ans, 10 mois et 14 jours) | Damseaux | Ministre pour l’Eau, l’Environnement et la Vie rurale                                                                | 1re         |
| Dehousse II        | Valmy Féaux (1933-)        | PS    | 27 janvier 1982 – 11 décembre 1985 (3 ans, 10 mois et 14 jours) | | Ministre pour l’Eau, l’Environnement et la Vie rurale                                                                | 1re         |
|                    | Daniel Ducarme (1954-2010) | PRL   | 11 décembre 1985 – 4 février 1988 (2 ans, 1 mois et 24 jours)   | Wathelet | Ministre de l’Environnement et de l’Agriculture                                                                      | 2e          |
|                    | Guy Lutgen (1936-(2020)    | PSC   | 4 février 1988 – 12 juillet 1999 (11 ans, 5 mois et 8 jours)    | Coëme | Ministre de l’Agriculture, de l’Environnement et de l’Énergie                                                        | 3e          |
| Anselme            | Guy Lutgen (1936-(2020)    | PSC   | 4 février 1988 – 12 juillet 1999 (11 ans, 5 mois et 8 jours)    | | Ministre de l’Agriculture, de l’Environnement et de l’Énergie                                                        | 3e          |
| Spitaels           | Guy Lutgen (1936-(2020)    | PSC   | 4 février 1988 – 12 juillet 1999 (11 ans, 5 mois et 8 jours)    | Ministre de l’Environnement, des Ressources naturelles et de l’Agriculture | 4e |             |
| Collignon I        | Guy Lutgen (1936-(2020)    | PSC   | 4 février 1988 – 12 juillet 1999 (11 ans, 5 mois et 8 jours)    | Ministre de l’Environnement, des Ressources naturelles et de l’Agriculture | 4e |             |
| Collignon II       | Guy Lutgen (1936-(2020)    | PSC   | 4 février 1988 – 12 juillet 1999 (11 ans, 5 mois et 8 jours)    | Ministre de l’Environnement, des Ressources naturelles et de l’Agriculture | 5e |             |
|                    | Michel Foret (1948-)       | PRL   | 12 juillet 1999 – 27 juillet 2004 (5 ans et 15 jours)           | Di Rupo I | Ministre de l’Aménagement du Territoire, de l’Urbanisme et de l’Environnement                                        | 6e          |
| Van Cauwenberghe I | Michel Foret (1948-)       | PRL   | 12 juillet 1999 – 27 juillet 2004 (5 ans et 15 jours)           | | Ministre de l’Aménagement du Territoire, de l’Urbanisme et de l’Environnement                                        | 6e          |
|                    | Benoît Lutgen (1970-)      | cdH   | 27 juillet 2004 – 15 juillet 2009 (4 ans, 11 mois et 18 jours)  | Van Cauwenberghe II | Ministre de l’Agriculture, de la Ruralité, de l’Environnement et du Tourisme                                         | 7e          |
| Di Rupo II         | Benoît Lutgen (1970-)      | cdH   | 27 juillet 2004 – 15 juillet 2009 (4 ans, 11 mois et 18 jours)  | | Ministre de l’Agriculture, de la Ruralité, de l’Environnement et du Tourisme                                         | 7e          |
| Demotte I          | Benoît Lutgen (1970-)      | cdH   | 27 juillet 2004 – 15 juillet 2009 (4 ans, 11 mois et 18 jours)  | | Ministre de l’Agriculture, de la Ruralité, de l’Environnement et du Tourisme                                         | 7e          |
|                    | Philippe Henry (1971-)     | Ecolo | 15 juillet 2009 – 22 juillet 2014 (5 ans et 7 jours)            | Demotte II | Ministre de l’Environnement, de l’Aménagement du territoire et de la Mobilité                                        | 8e          |
|                    | Carlo Di Antonio (1962-)   | cdH   | 22 juillet 2014 – 13 septembre 2019 (5 ans, 1 mois et 22 jours) | Magnette | Ministre de l’Environnement, de l'Aménagement du territoire, de la Mobilité et des Transports et du Bien-être animal | 9e          |
| Borsus             | Carlo Di Antonio (1962-)   | cdH   | 22 juillet 2014 – 13 septembre 2019 (5 ans, 1 mois et 22 jours) | Ministre de l’Environnement, de la Transition écologique, de l’Aménagement du Territoire, des Travaux publics, des Zones d’activité économique, de la sécurité routière, de la Mobilité, des Transports et du Bien-être animal | | 9e          |
|                    | Céline Tellier (1984-)     | Ecolo | 13 septembre 2019 – (5 ans, 6 mois et 2 jours)                  | Di Rupo III | Ministre de l’Environnement, de la Nature, du Bien-être animal et de la Rénovation rurale                            | 10e         |